# Williamsburg Bridge
De Williamsburg Bridge is een hangbrug in New York die de East River overbrugt en zo Manhattan met Brooklyn (Williamsburg) verbindt.
De bouw begon in 1896 met Leffert Lefferts Buck als hoofdingenieur, Henry Hornbostel als architect en Holton D. Robinson als assistent-ingenieur. De brug werd geopend op 19 december, 1903. De totale kostprijs was $12.000.000. Ten tijde van de bouw was de Williamsburg de grootste hangbrug ter wereld. Dat bleef de brug totdat de Bear Mountain Bridge in 1924 was voltooid. De hoofdspan van de brug is 448 m. Hij is 2227 m lang, tussen de kabelverankeringen, en het dek is 36 m. breed. De hoogte is in het midden van de brug 41 m. en de pilaren zijn 102 m. hoog. Deze metingen zijn genomen vanaf de rivier op hoogwaterniveau.
Volgens de film Over the East River, had de brug vier trollies, twee kabelbanen, twee rijbanen en twee voetgangerspaden.
De brug is een van de twee belangrijkste bruggen over de East River die zowel autoverkeer als treinverkeer draagt, de Manhattan Bridge is de andere.
|  |  |
|  |  |

- Library of Congress Control Number: sh93004819
- Nationale Bibliotheek van Israël: 987007530126005171
- Virtual International Authority File: 315530015